# Carla Speziali

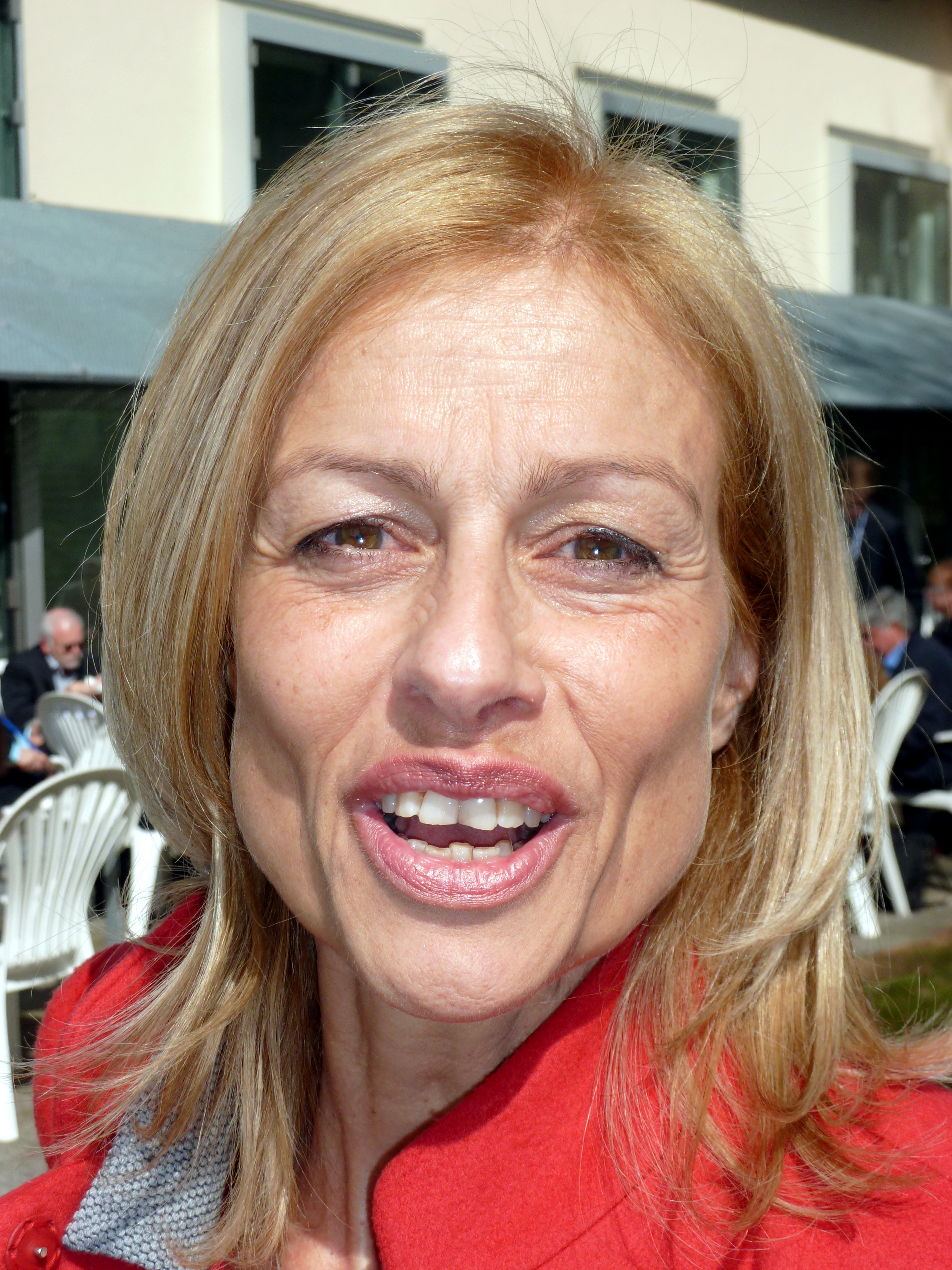
Carla Speziali (2014)

Carla Speziali (* 23. Januar 1961 in Gresso/TI) ist eine Schweizer Politikerin. Sie war Stadtpräsidentin von Locarno im Kanton Tessin und Vizepräsidentin der FDP. Die Liberalen Schweiz. Sie wurde 2005 zur «Politikerin des Jahres» (SwissAward) gewählt.

## Biographie
Speziali ist Rechtsanwältin und Teilhaberin einer Anwaltskanzlei. 1994 erworb sie das Anwaltspatent. Auch ihr Vater Carlo Speziali war Bürgermeister (FDP) der zweitgrössten Tessiner Stadt Locarno. Er motivierte seine Tochter zur politischen Aktivität, Carla Speziali engagierte sich bereits als 20-Jährige für die Gleichberechtigung der Frauen. Dennoch wollte sie lange Zeit keine politischen Ämter übernehmen.
2000 wurde sie in die Stadtregierung von Locarno, und 2004 zur Gemeindepräsidentin gewählt. Speziali wurde 2005 mit dem SwissAward ausgezeichnet, das Schweizer Publikum wählte sie somit zur «Politikerin des Jahres». Anlässlich einer Ersatzwahl in den Bundesrat lehnte sie 2010 eine Kandidatur zur Nominierung ab. Im Frühjahr 2012 wurde Speziali zur Vizepräsidentin der FDP. Die Liberalen der Schweiz gewählt.
Sie ist Stiftungsratspräsidentin von Fondazione Margherita Vandoni.
Carla Speziali ist geschieden und hat einen Sohn.